# Ordsky
En ordsky (engelsk: word cloud eller tag cloud) er en visuel, grafisk visning af bruger-genererede ord på et websted eller en blog. Det bruges typisk til at beskrive indholdet af websiden eller bloggen. 
Ordene genereres i tilfældig orden, og betydningen af ordene er vist med forskellige skriftstørrelser eller farve. Jo flere gange ordet forekommer i teksten, des større bliver ordets skrifttype.
Ordskyer kan være hyperlinks, der fører til en samling af artikler, der kan være forbundet med de enkelte ord.

## Ekstern link
- www.wordle.net Arkiveret 29. maj 2011 hos  Wayback Machine Side til generering af ordskyer